# Динамо (футбольный клуб, Ставрополь, 1924)
«Дина́мо» — российский футбольный клуб из Ставрополя. Чемпион РСФСР 1949 года. Обладатель кубка РСФСР 1983 среди клубов второй лиги СССР и кубка ПФЛ 2004 среди клубов второго дивизиона России.

## История клуба
Годом рождения профессионального футбола в Ставрополе принято считать 1912 год, именно тогда была создана первая организованная команда «Спорт». К концу 20-х годов в Ставрополе уже насчитывалось более 10 клубов: «Рапид», «Штурм», «Сокол», «Комсомол», «Совет Физической Культуры». Самым сильным считался «Рапид», в составе которого выступали не только местные игроки — рабочие заводов и артелей, но и легионеры: итальянцы, румыны, немцы, венгры. 18 мая 1921 года в Ставрополе была организована футбольная лига при Губернском спортивном клубе Всевобуча. В мае проводился розыгрыш Серебряного Кубка от Губернского исполкома. Первый обладатель кубка — «Ставропольский кружок футболистов». 11 июня 1922 года в городе прошла вторая Северо-Кавказская футбольная олимпиада. Хозяева заняли второе место, но этот турнир дал новый толчок в развитии футбола в крае.
Футбольный клуб «Динамо» в Ставрополе появился в середине 1920-х годов. Название команда получила от одноимённого всесоюзного общества «Динамо», в состав которого она позже вошла. В 1925 году впервые было проведено первенство города Ставрополя, в котором участвовало 15 команд, в том числе и «Динамо». Создание Северо-Кавказского общества «Динамо» относится к декабрю 1925 года, а регионального — с центром в Пятигорске — к 1926 году. Самой значительной победой в истории ставропольского «Динамо» является победа в первенстве РСФСР среди команд коллективов физической культуры в 1949 году.
В 1946 году «Динамо» дебютировало в чемпионатах СССР, заняв второе место в третьей группе, Северо-Кавказской подгруппе. С 1962 по 2008 год (за исключением 2005 года) ставропольское «Динамо» регулярно участвовало в различных турнирах первенств СССР и России. В 1957 Ставрополь в чемпионате СССР представляла команда «Трудовые резервы», а с 1958 по 1961 — «Спартак». В 1980—1981 и 1985—1991 годах команда выступала в первой лиге первенства СССР. Лучший результат — 4 место (1989).
В 1992 году ставропольское «Динамо» получило право выступления в высшей лиге в первом чемпионате России. По итогам чемпионата команда заняла 15 место. В 1993 году «Динамо» заняло в чемпионате России 12 место — высшее достижение за время существования профессиональной команды. В 1994 году команда заняла в чемпионате страны предпоследнее 15 место, что не позволило ей остаться в высшей лиге. С 1995 по 1999 год команда играла в первой лиге (с 1998 — в первом дивизионе) первенства России. Лучший результат за эти годы — 5 место в 1996 году.
С 2000 по 2004 год команда играла в зоне «Юг» второго дивизиона первенства России и в 2004 году выиграла этот турнир, завоевав путёвку в первый дивизион. Помимо этого была одержана победа в Кубке ПФЛ, разыгрываемом среди победителей зональных турниров второго дивизиона. Однако в январе 2005 года в связи с финансовыми проблемами клуб был лишён профессионального статуса и места в первом дивизионе. Сезон 2005 года команда провела в турнире Любительской футбольной лиги Южного федерального округа под названием «Динамо-Ставрополь».
С сезона 2006 клуб вернул себе профессиональный статус и вернулся во второй дивизион. В 2009 клуб был исключён из состава ПФЛ. К этому времени в городе были созданы две новых команды — «Ставрополье-2009» и «Ставрополь», каждая из которых называла себя преемником «Динамо».
10 февраля 2010 футбольный клуб «Динамо» Ставрополь был зарегистрирован как юридическое лицо, а 11 марта прошёл лицензирование в ПФЛ. Как указано в сообщении ЦОС ПФЛ от 18 марта 2010 года, «Ставрополье-2009» было переименовано в «Динамо» Ставрополь. В 2012 году клуб прекратил своё существование.
В 2013 клуб возродился на базе Училища Олимпийского резерва и провёл сезон в рамках ЛФЛ (зона «ЮФО-СКФО»), заняв там 1-е место. Несмотря на подготовку команды к следующему сезону, в начале 2014 года команда «Динамо-УОР», не получив поддержки со стороны спортивных властей Ставропольского края, решивших поддерживать команду «Газпром Трансгаз Ставрополь» (ГТС) из п. Рыздвяный, была расформирована.
С сезона 2014/15 в Первенстве ПФЛ стала выступать команда «Динамо-ГТС» Ставрополь — декларировалось воссоздание ставропольского «Динамо» на базе прекратившей своё существование команды «Газпром Трансгаз Ставрополь» Рыздвяный, имевшей истоки от ФК «Сигнал» Изобильный / «Кавказтрансгаз-2005» Рыздвяный. В 2015 году, после улаживания юридических вопросов, клубу было присвоено название с контурами исторического имени — «Динамо Ставрополь». Вновь возрождённая команда получила место клуба «Динамо-ГТС» в Первенстве ПФЛ 2015/16.

## Названия
- «Динамо» (1925—2012)[a]
- «Динамо УОР» (2013)
- «Динамо» (с 2015)

## Цвета клуба
| Синий | Белый | Золотой |

## Достижения
- Победитель первенства РСФСР среди команд коллективов физической культуры: 1949
- Обладатель Кубка РСФСР: 1983
- Обладатель Кубка Первой лиги СССР: 1990
- Победитель зоны «Юг» Второго дивизиона: 2004
- Обладатель Кубка ПФЛ: 2004
- Победитель третьего дивизиона зона ЮФО: 2013

## Статистика выступлений

### В чемпионатах СССР
| Сезон | Лига                                             | Место | Примечания                        |
| ----- | ------------------------------------------------ | ----- | --------------------------------- |
| 1946  | Третья группа СССР, РСФСР, Северокавказская зона | 2     |                                   |
| 1962  | Класс «Б» СССР, РСФСР, зона 3                    | 4     |                                   |
| 1963  | Класс «Б» СССР, РСФСР, зона 3                    | 10    |                                   |
| 1964  | Класс «Б» СССР, РСФСР, зона 4                    | 7     |                                   |
| 1965  | Класс «Б» СССР, РСФСР, зона 4                    | 17    | Переход во вторую группу «А» СССР |
| 1966  | Вторая группа «А» СССР, подгруппа 1              | 13    |                                   |
| 1967  | Вторая группа «А» СССР, подгруппа 1              | 10    |                                   |
| 1968  | Вторая группа «А» СССР, подгруппа 2              | 14    |                                   |
| 1969  | Вторая группа «А» СССР, подгруппа 1              | 12    |                                   |
| 1970  | Вторая группа «А» СССР, зона 2                   | 6     |                                   |
| 1971  | Вторая лига СССР, зона 3                         | 11    |                                   |
| 1972  | Вторая лига СССР, зона 4                         | 10    |                                   |
| 1973  | Вторая лига СССР, зона 3                         | 4     |                                   |
| 1974  | Вторая лига СССР, зона 3                         | 8     |                                   |
| 1975  | Вторая лига СССР, зона 3                         | 10    |                                   |
| 1976  | Вторая лига СССР, зона 4                         | 5     |                                   |
| 1977  | Вторая лига СССР, зона 3                         | 7     |                                   |
| 1978  | Вторая лига СССР, зона 3                         | 17    |                                   |
| 1979  | Вторая лига СССР, зона 3                         | 1     | Переход в первую лигу СССР        |
| 1980  | Первая лига СССР                                 | 7     |                                   |
| 1981  | Первая лига СССР                                 | 23    | Вылет во вторую лигу СССР         |
| 1982  | Вторая лига СССР, зона 3                         | 3     |                                   |
| 1983  | Вторая лига СССР, зона 3                         | 3     |                                   |
| 1984  | Вторая лига СССР, зона 3                         | 1     |                                   |
| 1984  | Вторая лига СССР, Финал 3                        | 1     | Переход в первую лигу СССР        |
| 1985  | Первая лига СССР, Группа А                       | 12    |                                   |
| 1986  | Первая лига СССР                                 | 18    |                                   |
| 1987  | Первая лига СССР                                 | 15    |                                   |
| 1988  | Первая лига СССР                                 | 6     |                                   |
| 1989  | Первая лига СССР                                 | 4     |                                   |
| 1990  | Первая лига СССР                                 | 5     |                                   |
| 1991  | Первая лига СССР                                 | 16    |                                   |

### В кубках СССР
| Сезон   | Стадия | Примечания                                  |
| ------- | ------ | ------------------------------------------- |
| 1957    | 1/64   | Кубок СССР, зона 1                          |
| 1958    | 1/256  | Кубок СССР, зона 4                          |
| 1959/60 | 1/32   | Кубок СССР, зона 3                          |
| 1961    | 1/128  | Кубок СССР, РСФСР, зона 4                   |
| 1962    | 1/256  | Кубок СССР, РСФСР, зона 3                   |
| 1963    | 1/1024 | Кубок СССР, РСФСР, зона 3                   |
| 1964    | 1/128  | Кубок СССР, РСФСР, зона 4                   |
| 1965/66 | 1/16   | Кубок СССР, РСФСР, зона 4                   |
| 1966/67 | 1/64   | Кубок СССР, Финал                           |
| 1967/68 | 1/64   | Кубок СССР, Финал                           |
| 1968/69 | 1/64   | Кубок СССР, зона 2 второй группы класса «А» |
| 1970    | 1/128  | Кубок СССР, зона 2 второй группы класса «А» |
| 1980    | 4      | Кубок СССР, зона 8                          |
| 1981    | 4      | Кубок СССР, зона 4                          |
| 1985/86 | 1/32   | Кубок СССР                                  |
| 1986/87 | 1/16   | Кубок СССР                                  |
| 1987/88 | 1/64   | Кубок СССР                                  |
| 1988/89 | 1/64   | Кубок СССР                                  |
| 1989/90 | 1/16   | Кубок СССР                                  |
| 1990/91 | 1/8    | Кубок СССР                                  |
| 1991/92 | 1/64   | Кубок СССР                                  |

### В чемпионатах России
| Сезон   | Лига/дивизион                                       | Зона                        | Место | Примечания |
| ------- | --------------------------------------------------- | --------------------------- | ----- | --- |
| 1992    | Высшая лига                                         | Высшая лига                 | 15    | |
| 1993    | Высшая лига                                         | Высшая лига                 | 12    | |
| 1994    | Высшая лига                                         | Высшая лига                 | 15    | Вылет в Первую лигу |
| 1995    | Первая лига/Первый дивизион                         | Первая лига/Первый дивизион | 9     | |
| 1996    | Первая лига/Первый дивизион                         | Первая лига/Первый дивизион | 5     | |
| 1997    | Первая лига/Первый дивизион                         | Первая лига/Первый дивизион | 10    | |
| 1998    | Первая лига/Первый дивизион                         | Первая лига/Первый дивизион | 8     | |
| 1999    | Первая лига/Первый дивизион                         | Первая лига/Первый дивизион | 21    | Вылет во Второй дивизион                                                                                                 |
| 2000    | Второй дивизион                                     | Юг                          | 5     | |
| 2001    | Второй дивизион                                     | Юг                          | 2     | |
| 2002    | Второй дивизион                                     | Юг                          | 3     | |
| 2003    | Второй дивизион                                     | Юг                          | 4     | |
| 2004    | Второй дивизион                                     | Юг                          | 1     | Исключение из ПФЛ. Проблемы с финансированием                                                                            |
| 2004    | Второй дивизион                                     | Кубок ПФЛ                   | 1     | Исключение из ПФЛ. Проблемы с финансированием                                                                            |
| 2005    | ЛФЛ                                                 | Юг                          | 5     | Выход во Второй дивизион                                                                                                 |
| 2006    | Второй дивизион                                     | Юг                          | 8     | |
| 2007    | Второй дивизион                                     | Юг                          | 2     | |
| 2008    | Второй дивизион                                     | Юг                          | 5     | Исключение из ПФЛ. В 2009 году во Втором дивизионе играют «Ставрополье-2009» и «Ставрополь», считающие себя преемниками. |
|         |                                                     |                             |       | |
| 2010    | Второй дивизион                                     | Юг                          | 13    | Занял место ФК «Ставрополье-2009» вследствие преобразования клуба в «Динамо» (Ставрополь)                                |
| 2011/12 | Второй дивизион                                     | Юг                          | 8     | Расформирование |
| 2013    | Третий дивизион/ЛФЛ                                 | ЮФО                         | 1     | Возрождение на базе УОР. Получение права на выход во Второй дивизион. В начале 2014 года — расформирование.              |
| 2013    | Третий дивизион/ЛФЛ                                 | Финальный турнир            | 2     | Возрождение на базе УОР. Получение права на выход во Второй дивизион. В начале 2014 года — расформирование.              |
|         |                                                     |                             |       | |
| 2015/16 | Второй дивизион/ Первенство ПФЛ/ ФНЛ-2/ Вторая лига | Юг                          | 7     | |
| 2016/17 | Второй дивизион/ Первенство ПФЛ/ ФНЛ-2/ Вторая лига | Юг                          | 12    | |
| 2017/18 | Второй дивизион/ Первенство ПФЛ/ ФНЛ-2/ Вторая лига | Юг                          | 14    | |
| 2018/19 | Второй дивизион/ Первенство ПФЛ/ ФНЛ-2/ Вторая лига | Юг                          | 9     | |
| 2019/20 | Второй дивизион/ Первенство ПФЛ/ ФНЛ-2/ Вторая лига | Юг                          | 6     | |
| 2020/21 | Второй дивизион/ Первенство ПФЛ/ ФНЛ-2/ Вторая лига | Группа 1                    | 7     | |
| 2021/22 | Второй дивизион/ Первенство ПФЛ/ ФНЛ-2/ Вторая лига | Группа 1                    | 13    | |
| 2022/23 | Второй дивизион/ Первенство ПФЛ/ ФНЛ-2/ Вторая лига | Группа 1                    | 11    | |
| 2023    | Вторая лига, дивизион «Б»                           | Группа 1                    | 14    | |
| 2024    | Вторая лига, дивизион «Б»                           | Группа 1                    | 3     | |

### В кубках России
| Сезон   | Стадия                  |
| ------- | ----------------------- |
| 1992/93 | 1/4                     |
| 1993/94 | 1/16                    |
| 1994/95 | 1/8                     |
| 1995/96 | 1/64                    |
| 1996/97 | 1/32                    |
| 1997/98 | 1/8                     |
| 1998/99 | 1/32                    |
| 1999/00 | 1/8                     |
| 2000/01 | 1/128                   |
| 2001/02 | 1/256                   |
| 2002/03 | 1/128                   |
| 2003/04 | 1/32                    |
| 2004/05 | 1/256                   |
|         |                         |
| 2006/07 | 1/512                   |
| 2007/08 | 1/64                    |
| 2008/09 | 1/256                   |
|         |                         |
| 2010/11 | 1/128                   |
| 2011/12 | 1/128                   |
|         |                         |
| 2015/16 | 1/64                    |
| 2016/17 | 1/128                   |
| 2017/18 | 1/64                    |
| 2018/19 | 1/128                   |
| 2019/20 | 1/256                   |
| 2020/21 | гр. (1/16)              |
| 2021/22 | гр. (1/32)              |
| 2022/23 | 3-й раунд пути регионов |
| 2023/24 | 3-й раунд пути регионов |
| 2024/25 | 3-й раунд пути регионов |

## Состав
| №              | Игрок             | Страна             | Дата рождения             | Бывший клуб                          |
| Вратари        | Вратари           | Вратари            | Вратари                   | Вратари                              |
| Защитники      | Защитники         | Защитники          | Защитники                 | Защитники                            |
| -------------- | ----------------- | ------------------ | ------------------------- | ------------------------------------ |
| 2              | Богдан Рогочий    | Россия             | 11 июля 2003 (21 год)     | «Ростов » (Ростов-на-Дону)           |
| 12             | Александр Иванюк  | Россия             | 15 августа 2006 (18 лет)  | Воспитанник клуба                    |
| 21             | Егор Иванов       | Россия             | 29 мая 2006 (18 лет)      | Воспитанник клуба                    |
| 3              | Юсуп Вагабов      | Россия             | 29 октября 2000 (24 года) | «Анжи»                               |
| 91             | Вячеслав Фролов   | Россия             | 22 марта 2002 (22 года)   | «Сатурн» (Раменское)                 |
| 56             | Александр Ярцев   | Россия             | 10 июня 2001              | УОР Ставрополь                       |
| Полузащитники  |                   |                    |                           |                                      |
| 88             | Шахбан Гайдаров   | Россия             | 21 января 1997 (28 лет)   | «Анжи» (Махачкала)                   |
| 97             | Артём Исик        | Россия             | 28 апреля 2002 (22 года)  | Камаз (Набережные Челны)             |
| 5              | Никита Болгов     | Россия             | 2 октября 2000 (24 года)  | Воспитанник клуба                    |
| 77             | Юрий Дудаев       | Россия             | 9 апреля 2003 (21 год)    | Барс (Владикавказ)                   |
| Нападающие     |                   |                    |                           |                                      |
| 7              | Альберт Курачинов | Россия             | 6 ноября 1998 (26 лет)    | Воспитанник клуба                    |
| 22             | Сергей Кочканян   | Армения            | 5 мая 2003 (21 год)       | «Ростов» (Ростов)                    |
| 10             | Малик Кенжев      | Россия             | 10 октября 2002 (22 года) | УОР Ставрополь                       |
| 11             | Лука Багателия    | Республика Абхазия | 29 июня 2004 (20 лет)     | «Рица» (Гадаута)                     |
| 9              | Руслан Суанов     | Россия             | 13 октября 1997 (27 лет)  | «Динамо» (Брянск)                    |
| 30             | Илья Беришвили    | Россия             | 8 сентября 2006 (18 лет)  | ДЮСШ Романа Павлюченко" (Ставрополь) |
| Главный тренер |                   |                    |                           |                                      |

## Фарм-клуб
В третьей профессиональной лиге в 1994—1997 годах в первой зоне выступал дублирующий состав клуба. В 1996 году занял 3-е место. В 1998 и 2006 годах в Первенстве КФК/ЛФЛ играла команда «Динамо-2» (Ставрополь). В 2020 году молодёжная команда («Динамо»-М) заняла 4-е место в чемпионате Ставропольского края.